# 雷神小隊
《雷神小隊》（英語：Team Thor），是一部2016年的美國仿纪录短片，由塔伊加·維迪提执导，由克里斯·海姆斯沃斯和马克·鲁法洛扮演雷神索爾和布鲁斯·班纳。故事讲述雷神在《美国队长3》期间的行为。

## 剧情
当史蒂芬·羅傑斯和東尼·史塔克在战斗时，雷神索爾正在澳大利亚进行短暂休息，他和当地的普通办公室职员达里尔·雅各布森住在一起，同时试图搞清楚阿斯加德到底发生了什么事。他接受了NewSTEAM的采访，谈到澳大利亚的日常生活并展示了一些短片，例如他参观了一所幼儿园，在达里尔的帮助下试图向東尼发送一封电子邮件来谈论他与史蒂芬之間的冲突，他画了一幅画来介绍復仇者聯盟成员的关系，還有尼克·弗瑞和薩諾斯，他把薩諾斯描述为“坐在浮椅上的紫色人”，最后索爾和布鲁斯·班纳在一家咖啡馆见面，班纳接到東尼的电话，但東尼似乎不想和索尔说话。

## 制作
短片在澳大利亚制作，采取仿纪录片的风格，泰卡·瓦蒂蒂之前在电影《吸血鬼家庭屍篇》也采用同样的风格。短片大约在《雷神索爾3：諸神黃昏》开拍前一个月拍摄，維迪提表示这是他和电影摄制组只是觉得好玩才拍摄这个短片。

## 发行
这部短片于2010年7月23日在圣地亚哥国际漫画展首映，三天后发布在网上免费观看。

## 迴響
Collider网的亚当·奇特伍德认为它非常有趣，以至于他不想向任何人剧透。Deadline的罗斯·A·林肯很喜欢它，希望《雷神索爾3：諸神黃昏》也能一样喜欢。漫威制片人凱文·費吉表示，他觉得这部短片很好，发展了托尔的形象塑造。达里尔·雅各布森的新角色受到粉丝的喜爱。

## 续集
該短片有两部续集：《雷神小隊2》和《达里尔小队》，同样由維迪提执导。